# Venezuela ai Giochi della XVIII Olimpiade
Il Venezuela partecipò ai Giochi della XVIII Olimpiade, svoltisi a Tokyo dal 10 al 24 ottobre 1964, con una delegazione di 16 atleti impegnati in 5 discipline, per un totale di 16 competizioni.
Portabandiera alla cerimonia di apertura fu il nuotatore Téodoro Capriles. Fu la quinta partecipazione di questo paese ai Giochi. Non fu conquistata nessuna medaglia.